# The Abandoned (film 2006)
The Abandoned è un film del 2006, diretto da Nacho Cerdà, già apprezzato regista di cortometraggi e qui al suo esordio sul grande schermo.

## Trama
Marie Jones, una quarantenne produttrice cinematografica, intraprende un viaggio in Russia per ottenere notizie sulla sua famiglia d'origine, morta due anni dopo la sua nascita. La donna viene informata che l'abitazione dei suoi genitori è ancora in piedi, nonostante siano passati quarant'anni dalla tragedia; Marie Jones decide di recarsi in visita al suo luogo natio, ma, una volta varcato l'uscio della casa, scopre che qualcosa di strano ed inquietante aleggia nella dimora. La donna viene assalita da un terrificante fantasma che porta il suo aspetto, ma ogni tentativo di fuga da quel luogo maledetto sembra inutile: Marie Jones capisce che c'è una maledizione in quella casa e questa sua sensazione trova conferma con l'arrivo di Nicolai, il fratello che non ha mai conosciuto e che le rivela come i due fantasmi che si trovano sul luogo non sono altro che le loro due anime che gli appaiono visibili perché sono in punto di morte. Per Marie e Nicolai inizierà una strenua lotta contro gli spiriti della casa, ma dovranno arrendersi all'ineluttabile destino che li attende.

## Cast e sceneggiatura
La Filmax, casa produttrice del film, voleva per il ruolo di Marie Jones un'attrice di rilievo e iniziò a negoziare con Nastassja Kinski e Holly Hunter. Cerdà però era contrario in quanto voleva un'attrice sconosciuta che potesse dare al personaggio molta più umanità rispetto ad un nome famoso. Alla fine prevalse la volontà del regista che ingaggiò Anastasia Hille, dopo averla provinata a Londra.
La sceneggiatura del film era stata scritta da Karim Hussain già nel 1999 e doveva essere utilizzata per un suo film che non è mai stato girato, The Bleeding Compass. Lo stesso Hussain ha dichiarato come, per la stesura dello script, si sia ispirato ad alcuni momenti della sua infanzia, passata nella fattoria del padre. La sceneggiatura venne poi adattata in via definitiva da Richard Stanley e Cerdà poche settimane prima dell'inizio delle riprese del film; Hussain non poté collaborare perché impegnato con le riprese di La belle bête.

## Accoglienza

### Incassi
Il film è costato approssimativamente 3 milioni di euro ed ha incassato in tutto il mondo più di 4 milioni di dollari.

### Critica
- Rotten Tomatoes assegna al film un punteggio di 4.7/10.[5]